# 習合
習合（しゅうごう、英: Religious Syncretism、宗教的なシンクレティズム）とはさまざまな宗教の神々や教義などが合体したり融合すること。

## 概説
古くからある信仰と新しく来た信仰が接触し生じる。キリスト教や仏教など世界宗教は現地に受け入れられる過程で各地で宗教的シンクレティズムを生んだ。

### 習合の具体例
おおまかに古い例から順に挙げる。
- 古代エジプトのエジプト神話における知恵の神であったトトとヘジュウル。元々トキの姿であったトトとヒヒの姿であったヘジュウルが知恵の神という共通点から習合したことによって、知恵の神トートの姿にヒヒの姿が加わった。名前を併記するものの代表例としては共に創造神であるラーとアトゥムのラー・アトゥムがあげられる。

- 錬金術の神話的伝承においては知恵の神と伝えられたエジプト神話のトート、ギリシア神話のヘルメス、ローマ神話のメルクリウス（マーキュリー）という別の神格が同一視されて「ヘルメス・トリスメギストス（三重に偉大なヘルメス）」という神が生まれた。

- 中国で道教・儒教・仏教の三教が習合・混淆したものを「zh:三教合流」や「三教合一」という。山西省の有名な吊り神殿には、孔子・老子・釈迦牟尼の像が収められている「三宗教会館」の本堂がある。中国の民間信仰の一派である「三位一体の宗教」は、3つの宗教の統一を提唱している。

- 日本で10世紀ころから起きた神道の神格と仏教の尊格が習合したものを神仏習合という。

## 種類
様々な形の習合がある。たとえば次のような形がありうる。
- 要素に分解しておいて、要素をごちゃまぜにして再構成するもの。
- 複数の信仰対象を同じ重さで扱って、名前を併記するもの。（中国の三教合流のようなもの）
- 片方を主として、もう片方を従とするもの。

西方教会と東方教会に別れ、さらにカトリックとプロテスタントに分裂するなど、多くの、非常に多くの教派に分裂したキリスト教では、17世紀ころからカトリック、プロテスタント、正教会などを統一しようとする動きが生じ、それを「シンクレティズム」と呼んだ。